# Betty Hutton
Elizabeth June Thornburg (ur. 26 lutego 1921 w Battle Creek, zm. 11 marca 2007 w Palm Springs) – amerykańska aktorka i piosenkarka.

## Filmografia
- The Fleet's In (1942)
- Star Spangled Rhythm (1942)
- Happy Go Lucky (1943)
- Let's Face It (1943)
- The Miracle of Morgan’s Creek (1944)
- And the Angels Sing (1944)
- Here Come the Waves (1944)
- Incendiary Blonde (1945)
- Duffy’s Tavern (1945)
- The Stork Club (1945)
- Cross My Heart (1946)
- The Perils of Pauline (1947)
- Dream Girl (1948)
- Red, Hot and Blue (1949)
- Rekord Annie (1950)
- Let’s Dance (1950)
- The Greatest Show on Earth (1952)
- Sailor Beware (1952)
- Somebody Loves Me (1952)
- Spring Reunion (1957)
- Prawo Burke’a (1964–1965)